# Proxè
Proxen (grec antic: Πρόξενος, Próxenos, llatí: Proxenus) fou un militar de Beòcia (o de Tebes, segons Diodor de Sicília) deixeble de Gòrgies i amic de Xenofont, connectat per llaços d'hospitalitat amb Cir el Jove, al qual va servir a petició de Xenofont.
Va anar a Sardes amb 1500 homes ben armats i 500 soldats amb armament lleuger. Va ser un dels quatre desafortunats generals que Clearc va persuadir d'acompanyar-lo davant Tisafernes, ja que allà van ser fets presoners i enviats a la cort persa on van ser executats.
Era un home honrat però ambiciós, i sempre volia agradar als seus soldats, que encara que estaven ben disposats a seguir-lo, no en tenien prou amb la seva autoritat. Va morir el 401 aC amb 30 anys. Xenofont l'esmenta en diverses ocasions.